# Пряпорець (Кирджалійська область)
Пря́порець (болг. Пряпорец) — село в Кирджалійській області Болгарії. Входить до складу общини Черноочене.

## Населення
За даними перепису населення 2011 року у селі проживали 212 осіб.
Національний склад населення села:
| Національність   | Кількість осіб | Відсоток |
| ---------------- | -------------- | -------- |
| турки            | 113            | 72,0%    |
| болгари          | 0              | 0%       |
| цигани           | 0              | 0%       |
| інша             | 0              | 0%       |
| не визначились   | 44             | 28,0%    |
| Всього відповіли | 157            |          |

Розподіл населення за віком у 2011 році:
Динаміка населення: